# Поль, Андрей Иванович
Андрей Иванович Поль (1794—1864) — русский хирург, один из пионеров применения хлороформного наркоза (1847), первопроходец ряда сложнейших операций, активный поборник внедрения антисептических средств в хирургическую практику. Действительный статский советник.

## Биография
Родился в Санкт-Петербурге в семье «иностранца прусской нации» в 1794 году; «Русский биографический словарь» указывает дату 8 (19) февраля, в сборнике «Московские профессора …» (2003) — 2 (13) февраля. Учился в частных учебных заведениях города, потом в петербургском Петропавловском училище. Отец готовил его в коммерсанты, и по окончании курса Петропавловского училища в 1809 году по желанию отца стал работать в Кронштадтской конторе датского купца Ниманна. Проработав в ней полтора года, он поступил Московскую медико-хирургическую академию, где уже учился его брат.
Окончив академию в 1815 году со званием лекаря 2-го отделения, поступил сверхштатным ординатором в Обуховской больницу. В больнице он занимался хирургией под руководством Лерхе, по рекомендации которого был избран членом Общества немецких врачей в Петербурге. В этом обществе он познакомился с лейб-медиком Штофрегеном, который рекомендовал его домашним врачом к министру просвещения графу А. К. Разумовскому. По рекомендации Разумовского М. И. Полетика, с семьёй которого в 1817 году он выехал в Европу, где пробыл два года, совершенствуя своё образование, посещая высшие учебные заведения в Вене, Берлине, Париже, Лондоне, Неаполе.
С 1819 года, по возвращении в Россию, состоял домашним врачом московского военного генерал-губернатора князя Д. В. Голицына, с которым в 1820 году отправился в Москву, где в том же году защитил диссертацию на степень доктора медицины (о наружном применении мушек и других раздражающих средств) и 11 августа был назначен старшим врачом Екатерининской больницы. Приведя больницу в порядок, он работал в ней в тесном сотрудничестве с А. И. Овером, особенно прославился операциями по удалению камней (свыше тысячи). В апреле 1825 года защитил вторую диссертацию, — на степень доктора медицины и хирургии. С 1833 года — ординарный профессор и директор хирургической клиники при академии — Ново-Екатерининской больницы. Боролся в 1828 году — с эпидемией тифа в Московской тюрьме, в 1830 году — с холерой.
С 21 января 1839 года — статский советник.
С 1837 года — почётный член Медицинского Совета, с 1843 года — академик московской Медико-хирургической академии.
В 1846 году стал ординарным профессором госпитальной клиники Московского университета. Кроме хирургии он читал в университете курсы по сифилису и глазных болезнях. В 1847 году был произведён в действительные статские советники.
В 1859 году уволился из Московского университета в звании заслуженного профессора Московского университета, уехал в собственное имение в Серпуховском уезде Московской области.
Область научных интересов: медицинские направления — урология (удаление камней в почках), хирургия. Первоначально, во время проведения операции, использовал для отвлечения больного от боли отвлекающие беседы; в 1847 году впервые в Москве применил хлороформный наркоз.
В статьях «Diss. Inauguralis medico-practica de rubefacientium et vesicant.» (1820); «Comment. de tumore lymphat.» (1825); «Краткое описание холеры», «Ueber Lithotritie bei Kindern», «Uebersicht d. Leistungen d. Chirurg. Klinik etc.» (1845) дал описания некоторых болезней и методы их лечения.
Жена — Любовь Христофоровна урожденная Оппель.
Умер 30 июня (12 июля) 1864 года и был похоронен на Введенском кладбище (10 уч.).